# Batalla de Sulcoit
La batalla de Sulcoit fue una importante victoria de los irlandeses autóctonos de Dál gCais contra los vikingos hiberno-nórdicos del reino de Limerick gobernados por Ivar de Limerick. El ejército de los Dál gCais estaba encabezado por Mathgamain mac Cennétig con la probable ayuda de su hermano menor Brian Bóruma. Las citas sobre el conflicto aparecen en los anales irlandeses:
AI967.2: 
Una derrota de los extranjeros de Luimnech por Mathgamain, hijo de Cennétig, en Sulchuait, y Luimnech ardió por él antes de mediodía del día siguiente.
U967.5: 
Mathgamain hijo de Cennáitig, rey de Caisel, saqueó y quemó Luimnech.
Los anales solo reportan una breve nota de la batalla y el saqueo de Limerick al día siguiente. Una cita adicional sobre la batalla, antecedentes, hechos y secuelas se encuentra en la controvertida Cogad Gáedel re Gallaib.
Fue una notable victoria contra un enemigo al parecer muy poderoso y un precedente de gran confianza para el naciente clan gCais Dál, pero la batalla de Sulcoit parece haber tenido menos consecuencias desastrosas para Ivar y los propios nórdicos, que reaparecieron en sólo un año o dos. Pudo ser que no fueron expulsados del todo de Munster hasta 972, y esto sólo se logró por las alianzas de los Dál gCais y su clan rival, los Eóganachta, con la ayuda de otros nobles de la provincia.